# Discografia di Alberto Urso
La discografia di Alberto Urso, cantautore, tenore e polistrumentista italiano, è costituita da due album in studio, un EP, dodici singoli e sette video musicali, pubblicati dal 2018.

## Album in studio
| Anno                                                         | Titolo | Classifiche | Classifiche | Certificazioni | Unità          |
| Anno                                                         | Titolo | ITA         | SWI         | Certificazioni | Unità          |
| ------------------------------------------------------------ | --- | ----------- | ----------- | -------------- | -------------- |
| 2019                                                         | Solo - Pubblicato: 10 maggio 2019 - Etichetta: Polydor Records, Universal Music Italia - Formati: CD, download digitale, streaming     | 1           | 85          | - ITA: Oro     | - ITA: 25 000+ |
| 2019                                                         | Il sole ad est - Pubblicato: 31 ottobre 2019 - Etichetta: Polydor Records, Universal Music - Formati: CD, download digitale, streaming | 2           | —           |                |                |
| "—" indica una pubblicazione non classificata in quel paese. | |             |             |                |                |

## Extended play
| Anno | Titolo                                                                                                   |
| ---- | --- |
| 2018 | Per te - Pubblicato: 2 novembre 2018 - Etichetta: Records DK - Formati: CD, download digitale, streaming |

## Singoli
| Anno                                                         | Titolo                            | Classifiche | Album di provenienza             |
| Anno                                                         | Titolo                            | ITA         | Album di provenienza             |
| ------------------------------------------------------------ | --------------------------------- | ----------- | -------------------------------- |
| 2019                                                         | Accanto a te                      | —           | Solo                             |
| 2019                                                         | Ti lascio andare                  | —           | Solo                             |
| 2019                                                         | E poi ti penti                    | —           | Il sole ad est                   |
| 2019                                                         | Non sono più lo stesso            | —           | Il sole ad est                   |
| 2019                                                         | Vento d'amore                     | —           | Solo                             |
| 2020                                                         | Il sole ad est                    | 71          | Il sole ad est (Sanremo Edition) |
| 2020                                                         | Quando quando quando (feat. J-Ax) | —           | /                                |
| 2020                                                         | Miracoli (con Laura Bretan)       | —           | /                                |
| 2021                                                         | Amarsi è un miracolo              | —           | /                                |
| 2024                                                         | Mille domande                     | —           | /                                |
| 2024                                                         | Atlantide                         | —           | /                                |
| 2025                                                         | Reale                             | —           | /                                |
| "—" indica una pubblicazione non classificata in quel paese. |                                   |             |                                  |

## Collaborazioni
| Anno | Titolo                                                 | Album di provenienza |
| ---- | ------------------------------------------------------ | -------------------- |
| 2019 | Oltre mare (Giordana Angi feat. Alberto Urso)          | Voglio essere tua    |
| 2020 | Cinema paradiso (Katherine Jenkins feat. Alberto Urso) | Cinema paradiso      |

## Video musicali
| Anno | Titolo               | Regista          |
| ---- | -------------------- | ---------------- |
| 2019 | Accanto a te         | Gaetano Morbioli |
| 2019 | E poi ti penti       | Fabrizio Conte   |
| 2020 | Il sole ad est       | Paolo Zazzaretta |
| 2020 | Quando quando quando | Mauro Russo      |
| 2021 | Amarsi è un miracolo | Marco Loretucci  |
| 2024 | Atlantide            | Fabrizio Conte   |
| 2025 | Reale                | Fabrizio Conte   |